# 在原業平
在原 業平（ありわら の なりひら）は、平安時代初期から前期にかけての貴族・歌人。平城天皇の孫。贈一品・阿保親王の五男。官位は従四位上・蔵人頭・右近衛権中将。
六歌仙・三十六歌仙の一人。別称の在五中将は在原氏の五男であったことによる。
全百二十五段からなる『伊勢物語』は、在原業平をモデルにした物語であると古くからみなされてきた。

## 出自
父は平城天皇の第一皇子・阿保親王、母は桓武天皇の皇女・伊都内親王で、業平は父方をたどれば平城天皇の孫・桓武天皇の曾孫であり、母方をたどれば桓武天皇の孫にあたる。血筋からすれば非常に高貴な身分だが、薬子の変により皇統が嵯峨天皇の子孫へ移っていたこともあり、天長3年（826年）に父・阿保親王の上表によって臣籍降下し、兄・行平らと共に在原朝臣姓を名乗る。

## 経歴
仁明朝では左近衛将監に蔵人を兼ねて天皇の身近に仕え、仁明朝末の嘉祥2年（849年）无位から従五位下に直叙される。文徳朝になると全く昇進が止まり、官職に就いた記録もなく不遇な時期を過ごした。なお、後述の貞観4年（862年）の従五位上への叙位は正六位上からの昇叙ともされ、文徳朝で位階を降格された可能性もある。
清和朝では、貞観4年（862年）に従五位上に叙せられたのち、左兵衛権佐・左近衛権少将と武官を務める。貞観7年（865年）右馬頭に遷るとこれを10年以上に亘って務め、この間に貞観11年（869年）正五位下、貞観15年（873年）従四位下と昇叙されている。
陽成朝に入ると、元慶元年（877年）従四位上・右近衛権中将に叙任されて近衛次将に復すと、元慶3年（879年）には蔵人頭に任ぜられるなど要職を務める。蔵人頭への任官については皇太夫人・藤原高子からの推挙があったとも想定される。またこの頃には、文徳天皇の皇子・惟喬親王に仕え、和歌を奉るなどしている。元慶4年（880年）5月28日卒去。享年56。最終官位は蔵人頭従四位上行右近衛権中将兼美濃権守。

## 人物

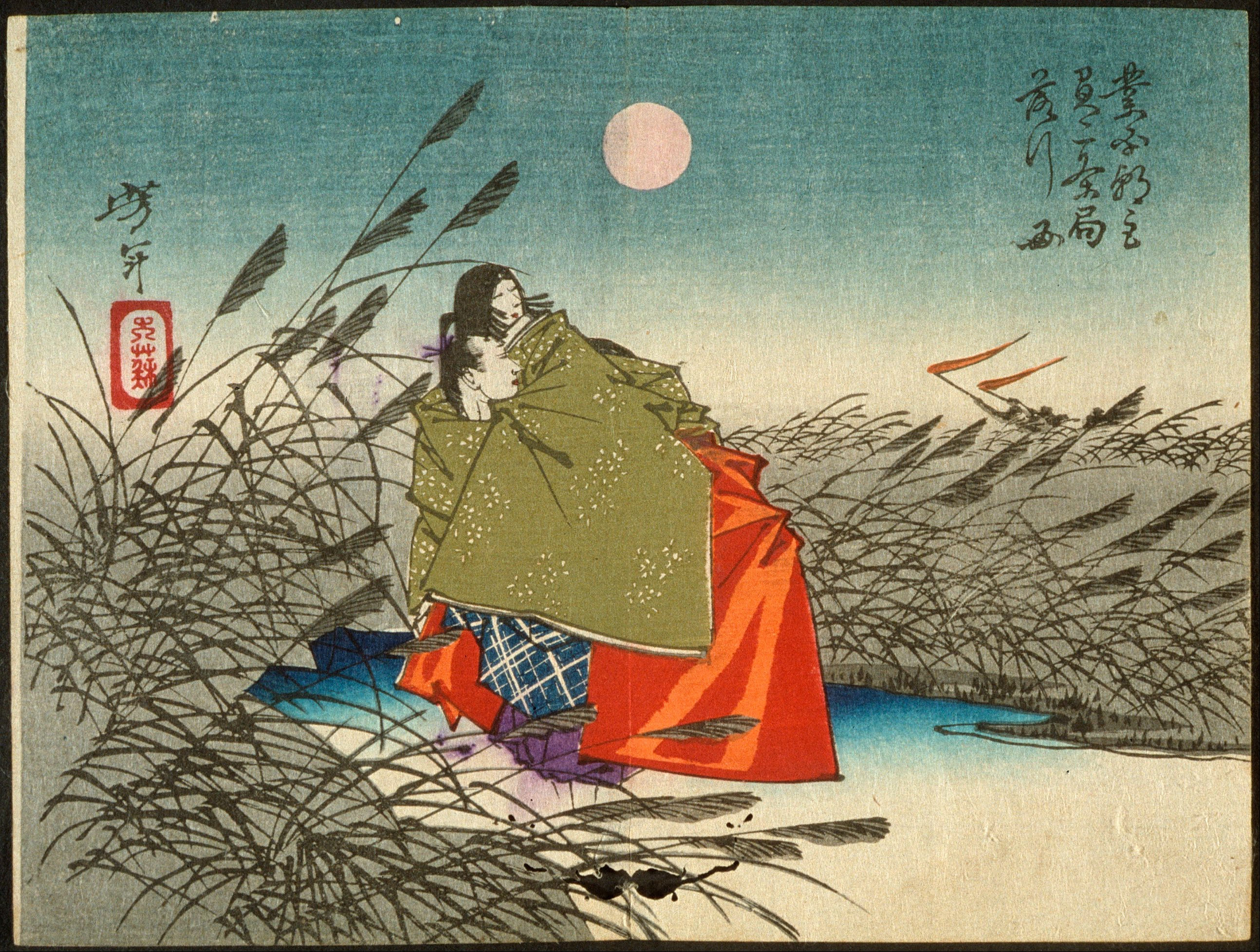
在原業平と二条后（月岡芳年画）

『日本三代実録』の卒伝に「体貌閑麗、放縦不拘」と記され、昔から美男の代名詞とされる。この後に「略無才学、善作倭歌」と続く。基礎的学力が乏しいが、和歌はすばらしい、という意味とされる。
歌人として『古今和歌集』の30首を始め、勅撰和歌集に87首が入集している。『古今和歌集仮名序』において紀貫之が業平を「その心余りて言葉足らず」と評したことが知られている。子の棟梁・滋春、棟梁の子・元方はみな歌人として知られる。兄・行平ともども鷹狩の名手であったと伝えられる。
早くから『伊勢物語』の主人公のいわゆる「昔男」と同一視され、伊勢物語の記述内容は、ある程度業平に関する事実であるかのように思われてきた。『伊勢物語』では、文徳天皇の第一皇子でありながら母が藤原氏ではないために帝位につけなかった惟喬親王との交流や、清和天皇女御でのち皇太后となった二条后（藤原高子）、惟喬親王の妹である伊勢斎宮恬子内親王とみなされる高貴な女性たちとの禁忌の恋などが語られ、先の「放縦不拘（物事に囚われず奔放なこと）」という描写と相まって、高尊の生まれでありながら反体制的な貴公子という印象がある。なお『伊勢物語』成立以降、恬子内親王との間には密通によって高階師尚が生まれたという説が定着し、以後高階氏は業平の子孫ではないかと噂されていた。
紀有常女（惟喬親王の従姉にあたる）を妻とし、紀氏と交流があった。しかし一方で、藤原基経の四十の賀で和歌を献じた。また長男・棟梁の娘は祖父譲りの美貌で基経の兄・藤原国経の妻となったのち、基経の嫡男時平の妻になるなど、とくに子孫は藤原氏との交流も浅からずある。
同じく『伊勢物語』に描かれた「東下り」についてもその史実性については議論がある。通説では貴種流離譚の一種とみなす説が強いが、角田文衛のように母の服喪中の貞観4年（862年）の出来事とする説がある。戸川点は史実か創作かは断定できないとした上で、業平や父の阿保親王が中央との兼官ながら東国の国司を務めていたことに注目し、当時問題となっていた院宮王臣家の東国への進出（荘園の形成・経営）に業平周辺も関わっており、創作であったとしてもその背景になる事実はあったとみている。また業平自身も晩年には蔵人頭という要職にも就き、薬子の変により廃太子された叔父の高岳親王など他の平城系の皇族や、あるいは当時の藤原氏以外の貴族と比較した場合、むしろ兄・行平ともども政治的には中枢に位置しており、『伊勢物語』の「昔男」や『日本三代実録』の記述から窺える人物像と、実状には相違点がある。

## 官歴
注記のないものは『六国史』による。
- 承和12年（845年） 日付不詳：左近衛将監[11]
- 承和14年（847年） 正月12日：蔵人[11]
- 嘉祥2年（849年） 正月7日：従五位下（直叙）
- 貞観4年（862年） 3月7日：従五位上
- 貞観5年（863年） 2月10日：左兵衛権佐。3月28日：次侍従
- 貞観6年（864年） 3月8日：左近衛権少将
- 貞観7年（865年） 3月9日：右馬頭
- 貞観11年（869年） 正月7日：正五位下
- 貞観15年（873年） 正月7日：従四位下[11]
- 元慶元年（877年） 正月15日：右近衛権中将[12]。11月21日：従四位上
- 元慶2年（878年） 正月11日：兼相模権守
- 元慶3年（879年） 10月11日：蔵人頭、右近衛権中将・相模権守如元
- 元慶4年（880年） 日付不詳：兼美濃権守。5月28日：卒去（蔵人頭従四位上行右近衛権中将兼美濃権守）

## 系譜
- 父：阿保親王
- 母：伊都内親王
- 妻：紀有常の女
  - 長男：在原棟梁（?-898）
- 生母不明の子女[注釈 3]
  - 次男：在原滋春
  - 女子：在原美子[13] - 藤原保則室、藤原清貫の母

## 和歌
業平の歌はスケールが大きく、力強く、抒情が何よりも優先している。修辞技巧も大いに用いているのだが、歌に風格があり、おおらかなのでそれを感じさせない。勅撰和歌集に80首以上入撰した、六歌仙・三十六歌仙の一人ではあるが、自撰の私家集は存在しない。現在伝わる『業平集』と呼ばれるものは、『後撰和歌集』成立以降に業平作とされる短歌を集めたものとされている。業平の歌が採首された歌集で業平が生きた時代に最も近いのは『古今和歌集』である。また『伊勢物語』は業平の歌を多く使った歌物語であり、業平像にも大きく影響してきた。以下の歌の中にも伊勢物語の中でも重要な段で登場するものも多い。しかしさほど成立時期に隔たりはないと思われる『古今和歌集』と『伊勢物語』の双方に採首された歌のなかには、背景を説明する詞書の内容がそれぞれで違っているものや、歌自体が微妙に変わっているものがある。『伊勢物語』より成立も早く勅撰和歌集である『古今和歌集』が正しいのか、あるいは時代が下るにつれて『伊勢物語』の内容が書写の段階で書き換えられてしまったのか、現時点では不明である。ちなみに勅撰の『古今和歌集』においてさえ、業平の和歌は他の歌人に比べて詞書が異様に長いものが多く、その扱いは不自然で作為的である。

### 代表歌
- ちはやぶる 神代も聞かず 竜田川 からくれなゐに 水くゝるとは — 『古今和歌集』撰歌、『小倉百人一首』17番。
  - 落語「千早振る」も参照。
- 世の中に たえて桜の なかりせば 春の心は のどけからまし — 『古今和歌集』撰歌。
- 忘れては 夢かとぞ思ふ 思ひきや 雪踏みわけて 君を見むとは — 『古今和歌集』巻十八、雑歌下。
- から衣 きつつなれにし つましあれば はるばるきぬる たびをしぞ思ふ — 『古今和歌集』撰歌。
- 名にし負はば いざこと問はむ 都鳥 わが思ふ人は ありやなしやと — 『古今和歌集』撰歌。
- 月やあらぬ 春や昔の 春ならぬ 我が身ひとつは もとの身にして —『古今和歌集』巻十五、恋歌五。
- 人知れぬ わが通ひ路の 関守は 宵々ごとに うちも寝ななむ —『古今和歌集』巻一三、六三二。また、『伊勢物語』五段。
- 白玉か 何ぞと人の 問ひしとき 露と答へて 消えなましものを—『新古今和歌集』巻八、八五一。また、『伊勢物語』六段。

## ゆかりの地

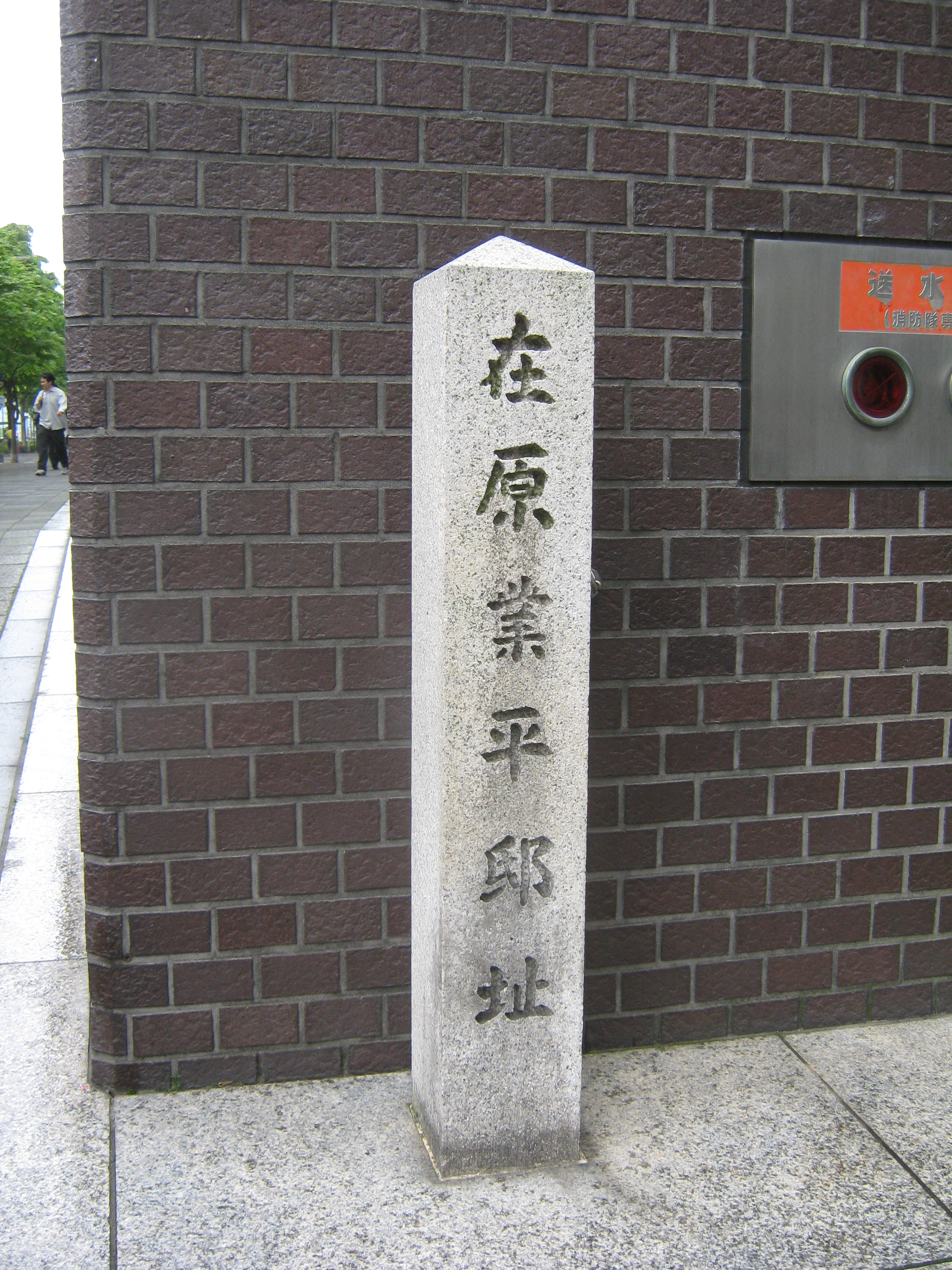
在原業平邸址、京都市中京区

業平がモデルと言われる人物はさまざまな物語や文献に登場している。業平に関連した伝説は各地に伝わっている。
奈良県奈良市
奈良市法蓮町にある不退寺は、仁明天皇の勅願を受け在原業平が開基した。寺伝によれば不退寺は、元は祖父・平城天皇が薬子の変のあと剃髪したのち隠棲した「萱の御所」であったと言われる。平城天皇の皇子・阿保親王やその息子である業平もこの地に住んでいたと言われている。
奈良県天理市、斑鳩町、大阪府八尾市
天理市櫟本町の在原神社は業平生誕の地とされ、『伊勢物語』の23段「筒井筒」のゆかりの地でもある。境内には筒井筒で業平(と同一視される男)が幼少期に妻と遊んだとされる井戸があり、在原神社の西には業平が高安の地に住む女性のもとへかよった際に通ったとされる業平道（横大路、竜田道）が伸びている。ただしこの高安が何処を指すかについては、奈良県生駒郡斑鳩町高安と大阪府八尾市高安の2説がある。また、龍田から河内国高安郡への道筋については、大県郡（大阪府柏原市）を経由したとする説と、平群町の十三峠を越えたとする説がある。俊徳街道・十三街道も参照。
愛知県知立市八橋
伊勢物語に登場する地名。現在の知立市八橋町。
無量寿寺から10分ほど離れた落田中の一本松でかきつばたの歌を詠んだと伝えられている。在原寺は在原業平の骨を分け寛平年間に築いたと伝わる在原塚を守るため建立された。後の鎌倉末期頃に供養塔も建立された。現在の愛知県の県花がかきつばたに制定されているのは、この故事にちなんでいる。
業平橋（東京都墨田区、埼玉県春日部市、兵庫県芦屋市、奈良県斑鳩町）、言問橋
墨田区と春日部に業平橋という橋が架かっている。墨田区の橋については業平橋 (墨田区)を参照。
墨田区には言問橋という橋があるが、これも前述の伊勢物語9段が由来で、業平の詠んだ歌に「いざこと問はむ」という言葉が入っている事にちなむ。
芦屋市の芦屋川の業平橋、斑鳩町の富雄川の業平橋もある。
浅草通りにある業平橋に隣接する東武鉄道の駅はかつて「業平橋駅」と呼ばれていた。（現在は駅隣接地に東京スカイツリーが建設され、とうきょうスカイツリー駅に改名）
京都府京都市
京都市西京区にある十輪寺は在原業平が晩年住んだといわれる寺で、業平寺とも言われる。
滋賀県高島市
高島市マキノ町在原には、在原業平が晩年に隠遁したという伝説があり、業平の墓と伝えられる塔がある。
岐阜県不破郡垂井町
880年美濃権守に任じられ、美濃国府に赴任した際に表佐（おさ）に館を建立したといわれている。その年に業平が亡くなると、天皇の勅願により館跡に業平寺が開創された。1783年(天明2年)に永平寺の天海和尚が業平寺を再興。現在は在原山薬師寺となっている。